# Formule de Riemann-Hurwitz
Pour les articles homonymes, voir Théorème de Hurwitz.
En mathématiques, la formule de Riemann-Hurwitz, nommée en l'honneur des mathématiciens Bernhard Riemann et Adolf Hurwitz, décrit la relation entre les caractéristiques d'Euler de deux surfaces lorsque l'une est un revêtement ramifié de l'autre. Ceci permet de relier la ramification avec la topologie algébrique dans ce cas. C'est la source de nombreux autres résultats, et est souvent appliqué dans la théorie des surfaces de Riemann (qui est son origine) et des courbes algébriques.

## Énoncé dans le cas d'un revêtement non ramifié
Pour une surface orientable {\displaystyle S}, la caractéristique d'Euler {\displaystyle \chi (S)} est égale à {\displaystyle 2-2g(S)}, où {\displaystyle g(S)} est le genre  de {\displaystyle S} (informellement, son nombre de trous), puisque les nombres de Betti d'une surface connexe orientable fermée de genre {\displaystyle g} sont {\displaystyle 1,2g} et {\displaystyle 1}.
Dans le cas d'un revêtement non ramifié de surfaces {\displaystyle \pi :S'\rightarrow S\,} à {\displaystyle N} feuillets, nous avons
En effet, chaque simplexe de {\displaystyle S} doit être couvert par exactement {\displaystyle N} simplexes dans {\displaystyle S'} — au moins si nous utilisons une triangulation suffisamment fine de {\displaystyle S}, comme nous avons le droit de le faire puisque la caractéristique d'Euler est un invariant topologique.

## Énoncé général
La formule de Riemann-Hurwitz ajoute une correction à cette formule, qui tient compte de la ramification (feuilles se rejoignant). On suppose maintenant que {\displaystyle S} et {\displaystyle S'} sont deux surfaces de Riemann. Le revêtement {\displaystyle \pi } est dit ramifié en un point {\displaystyle P\in S'} si en coordonnées locales autour de {\displaystyle P} et de {\displaystyle \pi (P)}, {\displaystyle \pi } peut être exprimé sous la forme {\displaystyle \pi (z)=z^{n}} pour un certain entier {\displaystyle n>1}. Cet entier {\displaystyle n} est appelé multiplicité de {\displaystyle \pi } en {\displaystyle P} et est noté {\displaystyle \mathrm {mult} _{P}(\pi )}, ou parfois simplement {\displaystyle e_{P}}. On dira alors que l'image {\displaystyle \pi (P)} de {\displaystyle P} est un point de branchement de {\displaystyle S} pour {\displaystyle \pi }. Intuitivement, on aura donc {\displaystyle e_{P}-1} copies en moins de {\displaystyle P} au dessus de {\displaystyle \pi (P)} par rapport aux points non branchés de {\displaystyle S}. Dès lors, si l'on choisit deux triangulations de {\displaystyle S} et {\displaystyle S'}, la triangulation de {\displaystyle S'} aura le même nombre d'arêtes et de faces que celle de {\displaystyle S}, mais le nombre de sommets sera corrigé par les multiplicités de ses points de ramification. On obtient alors la formule suivante.
la somme étant prise sur tous les points {\displaystyle P} dans {\displaystyle S'} (seul un nombre fini de points {\displaystyle P} ont une multiplicité {\displaystyle >1}, donc la somme est finie).

## Exemples d'utilisations
La fonction {\displaystyle \wp } de Weierstrass vue comme une fonction méromorphe à valeurs dans la sphère de Riemann induit un revêtement à deux feuillets d'une courbe elliptique (genre 1) sur la droite projective (genre 0). Les points de ramification sont nécessairement de multiplicité égale à {\displaystyle 2}. La caractéristique d'Euler de la droite projective est {\displaystyle 2-2\times 0=2} et celle d'une courbe elliptique est {\displaystyle 2-2\times 1=0}. La formule de Riemann-Hurwitz implique donc que le nombre de points de ramification vaut ici {\displaystyle 2\times 2-0=4}.
La formule peut aussi être utilisée pour montrer que le genre d'une courbes hyperelliptiques définie par un polynôme de degré {\displaystyle d} est égal à {\displaystyle \left\lfloor {\frac {k-1}{2}}\right\rfloor }.
Un autre exemple est la sphère de Riemann, qui s'applique sur elle-même par la fonction {\displaystyle z^{n}}, d'indice de ramification  {\displaystyle n} en {\displaystyle 0}, pour tout entier {\displaystyle n>1}. Le seul autre point de ramification possible est le point à l'infini. Son indice de ramification vérifie
donc l'indice de ramification en l'infini doit être lui aussi égal à {\displaystyle n}.

## Quelques applications
La formule de Riemann-Hurwitz montre immédiatement qu'une courbe de genre {\displaystyle 0} ne possède pas de revêtement avec {\displaystyle N>1} feuillets qui soit non ramifié partout, puisque cela donnerait lieu à une caractéristique d'Euler strictement supérieure à {\displaystyle 2}.
On appelle diviseur principal d'une surface de Riemann {\displaystyle S} de genre {\displaystyle g} le diviseur de n'importe quelle {\displaystyle 1}-forme méromorphe sur {\displaystyle S}. En appliquant la formule de Riemann-Hurwitz à une fonction méromorphe {\displaystyle f:S\rightarrow \mathbb {C} \mathbb {P} ^{1}} (vue comme un revêtement ramifié de {\displaystyle \mathbb {C} \mathbb {P} ^{1}}), on conclue que le degré du diviseur principal de {\displaystyle S} est égal à {\displaystyle \deg(\mathrm {d} f)=2g-2}.
Combinée avec le théorème de Bézout, la formule de Riemann-Hurwitz permet de démontrer la formule de Plücker sur le genre d'une courbe projective complexe non-singulière.

## Généralisations
Pour une correspondance de courbes, il existe une formule plus générale, le théorème de Zeuthen, qui donne une correction de la première approximation de la ramification en énonçant que les caractéristiques d'Euler sont en rapport inverse des degrés des correspondances.